# بيولوجيا كيميائية
البيولوجيا الكيميائية هي نهج علمي يصل بين مجالات الكيمياء والبيولوجيا. يتضمن هذا النهج تطبيق التقنيات الكيميائية والتحليل وغالبًا حتى الجزيئات الصغيرة المنتجة من خلال التخليق الكيميائي على الدراسة والتلاعب بالأنظمة البيولوجية. على عكس الكيمياء الحيوية التي تتضمن دراسة كيمياء الجزيئات الحيوية وتعديل أساليب الكيمياء الحيوية داخل الخلايا وبينها، تتعامل البيولوجيا الكيميائية مع الكيمياء المطبقة على البيولوجيا (تخليق الجزيئات الحيوية، ومحاكاة الأنظمة البيولوجية... إلخ).

## مقدمة
تحاول بعض أشكال البيولوجيا الكيميائية الإجابة على الأسئلة البيولوجية من خلال فحص الأنظمة الحية على المستوى الكيميائي. على عكس البحث الذي يستخدم الكيمياء الحيوية أو الوراثة أو البيولوجيا الجزيئية، وفيه يمكن للتطفير أن يوفر نسخة جديدة من الكائن الحي أو الخلية أو الجزيء الحيوي، تفحص البيولوجيا الكيميائية الأنظمة في المختبر وفي الكائن الحي بالجزيئات الصغيرة التي تُصمم لغرض محدد أو تُعرف على أساس الكيمياء الحيوية أو الغربلة على أساس الخلية.
تُعد البيولوجيا الكيميائية واحدةً من العديد من العلوم متعددة التخصصات التي تميل إلى الاختلاف عن المجالات الأقدم والاختزالية، التي تهدف إلى تحقيق وصف للكلية العلمية. تمتلك البيولوجيا الكيميائية جذورًا علمية وتاريخية وفلسفية في الكيمياء الطبية والكيمياء فوق الجزيئية والكيمياء الأحيائية والصيدلة وعلم الوراثة والكيمياء الحيوية والهندسة الأيضية.

## النظم المفيدة

### البروتيوميات
تفحص البروتيوميات البروتيوم وهو مجموعة البروتينات المعروضة في وقت معين تحت ظروف محددة. بصفتها نهجًا علميًا، انتقلت البروتيومات من الفحص السريع للبروتين وتطورت لتصبح مقايسة بيولوجية للتحليل الكمي لعينات البروتينات المعقدة في الأنظمة المضطربة المختلفة. تشمل الأهداف الحالية في البروتيومات تحديد تسلسل البروتين ووفرته وتعديلات ما بعد ترجمة البروتين، ومن المهم أيضًا تفاعلات البروتين-البروتين والتوزيع الخلوي للبروتينات وفهم نشاط البروتين. هناك وجه مهم آخر للبروتيومات ألا وهو تقدم التكنولوجيا للوصول لتلك الأهداف.
إن المستويات والتعديلات والمواقع والتفاعلات هي خصائص ديناميكية ومعقدة للبروتين. باعتبار هذه التعقيدات، يجب على التجارب أن تُصمم بحذر للإجابة على أسئلة محددة خاصةً في مواجهة الكميات المهولة من البيانات الناتجة عن تلك التحليلات. تأتي أكثر المعلومات إفادةً من البروتينات المعروضة بشكل مختلف في النظام المدروس، تمكن مقارنة البروتينات نسبةً لبعضهم البعض باستخدام البروتيومات الكمية التي تُمكن البروتين أن يُوسم بعلامة الكتلة. يجب أن تكون تقنيات البروتيومات حساسةً وصلبة لهذه الأسباب، إن مطياف الكتلة هو العمود الفقري لتحليل البروتينات. يمكن لدقة مطياف الكتلة العالية التمييز بين الأنواع المتقاربة ويمكن عزل الأنواع المفيدة داخل جهاز القياس وتفتيتها. لم تصبح تطبيقات مطيافية الكتلة على تحليل البروتينات متاحةً حتى نهاية ثمانينيات القرن الماضي بتطوير تأيين البروتين والببتيد بأقل تشظية، كانت هذه الخروقات هي إي إس آي (تأين بالترذيذ الإلكتروني) ومالدي (تأيين الليزر بمساعدة المطرس). تُعد تقنيات الطيف الكتلي معياريةً يمكن اختيارها أو تحسينها للنظام المفيد.
يستعد علماء الأحياء الكيميائية للتأثير على البروتينات من خلال تطوير التقنيات والفحوصات والمقايسات مع التخليق الكيميائي لتحديد خصائص عينات البروتين عالية التعقيد. تشمل هذه المقاربات تطوير استراتيجيات التخصيب وعلامات التقارب الكيميائي والفحوصات.

### تقنيات التخصيب
تحتوي عينات البروتيومات على عدد كبير من متواليات الببتيد، يمكن أن يُمثل التوالي المفيد بشكل عالي أو بوفرة منخفضة. ومع ذلك، من أجل تحليل مطياف الكتلة الناجح يجب أن يُخصب الببتيد داخل العينة. يُحقَّق تخفيض تعقيد العينة من خلال التخصيب الانتقائي باستخدام تقنيات الاستشراب الانجذابي. يتضمن ذلك استهداف الببتيد بميزة مميزة مثل تسمية البيوتين أو تعديل ما بعد الترجمة. طُورت طرق تشمل استخدام الأضداد والليكتينات لالتقاط الغليكوبروتينات وتثبيت الأيونات المعدنية لالتقاط الببتيدات الفوسفورية وركائز الأنزيمات المثبطة لالتقاط أنزيمات معينة. يمكن لعلماء الكيمياء الحيوية تطوير كواشف للتفاعل مع الركائز، وبشكل خاص ومحكم لتشكيل مجموعة وظيفية مستهدفة على نطاق بروتيومي. هناك حاجة لتطوير استراتيجيات التخصيب في مناطق مثل مواقع الفسفرة التي لا يوجد فيها حمض السيرين/الثيرين/الثيورين والتعديلات الأخرى ما بعد الترجمة. تعتمد الطرق الأخرى لفك تعقيد العينات على الفصل الاستشرابي عكس التيار.

### علامات التقارب
كان التخليق الكيميائي لعلامات التقارب ملحًا لنضج البروتيومات الكمية. تُعد العلامة متساوية الضغط للتكميم النسبي والمطلق ووسم الكتلة المترادفة وعلامة التقارب المرمزة بالنظائر علامات كتلة للبروتين التي تتألف من مجموعة مترابطة بشكل تساهمي، رابط كتلي (إيزوباري أو نظائري) ومقبض للعزل. ترتبط علامات الكتلة المتغيرة ببروتينات مختلفة بصفتها نوعًا من البصمة، فعند تحليل الخلايا ذات الاضطرابات المختلفة، تمكِن مقارنة مستويات كل بروتين نسبيًا بعد التخصيب بواسطة المقبض المقدم. تشمل الطرق الأخرى توسيم النظائر المستقرة بواسطة الأحماض الأمينية في زرع الخلية وتوسيم النظائر الثقيلة. عُدلت هذه الطرق لتحديد البروتينات المعقدة عن طريق توسيم البروتين الطعم، وسحبه وتحليل البروتينات التي عقدّها. هناك طريقة أخرى تنشئ علامة داخلية عن طريق إدخال الأحماض الأمينية الجديدة التي رُمِزت وراثيًا في الكائنات بدائية النواة والكائنات حقيقية النواة. تخلق هذه التعديلات مستوىً جديدًا من التحكم، ويمكن أن تسهل الارتباط الضوئي لاستكشاف تفاعلات البروتين-البروتين. بالإضافة إلى ذلك، يمكن استخدام الأحماض الأمينية المحتوية على الكيتو، والأسيتيلين، والأزيد، والثيويستر، والبورونات، والديهايدروألانين لإدخال علامات انتقائية ومجموعات وظيفية كيميائية جديدة في البروتينات.

### فحص الأنزيمات
لاستكشاف النشاط الأنزيمي بدلاً من البروتين الكلي، طُورت الكواشف المعتمدة على النشاط لتسمية الشكل النشط من البروتينات. على سبيل المثال، حُولت مثبطات السيرين هيدرولاز والسيستين بروتاز إلى مثبطات انتحارية. تعزز هذه الاستراتيجية القدرة على التحليل الانتقائي للمكونات ذات الوفرة المنخفضة من خلال الاستهداف المباشر. يمكن تقديم البنى التي تحاكي هذه المثبطات بتعديلات من شأنها أن تساعد في التحليل البروتيومي، مثل مقبض التعريف أو علامة الكتلة. تمكن أيضًا مراقبة نشاط الإنزيم من خلال الركيزة المحولة. تعتمد هذه الاستراتيجية على استخدام توافقات الركيزة الاصطناعية التي تحتوي على أنصاف يُتعامل معها بواسطة إنزيمات محددة. يُلتقط بعد ذلك المنتج المتوافق بواسطة كاشف تقارب، ويُحلل. يسمح التركيز المقاس للمنتج المتوافق بتحديد سرعة الأنزيم. يمكن تصور عوامل أخرى مثل درجة الحرارة وتركيز الأنزيم وتركيز الركيزة. يُعد تحديد ركائز الإنزيمات (التي قد يكون هناك مئات أو آلاف منها والكثير منها غير معروفة) مشكلةً بالغة الصعوبة في البروتيومات، وهو أمر حيوي لفهم مسارات نقل الإشارة في الخلايا. إن التقنيات لوصف الركائز الخلوية للأنزيمات هي مجال يستطيع علماء الأحياء الكيميائية معالجته. طُورت طريقة تستخدام كينازات حساسة للتناظر لتسمية الركائز باستخدام تناظرية غير طبيعية للأدينوسين ثلاثي الفوسفات، ما يسهل التصور والتعرف من خلال مقبض فريد.

### الغليكوبيولوجي
بينما يُشفر كل من الحمض النووي والحمض النووي الريبي والبروتينات على المستوى الجيني، يوجد نظام منفصل للجزيئات المُهربة في الخلية التي لا تُشفَر مباشرةً على أي مستوى مباشر وهي السكريات. وعليه، فإن الغليكوبيولوجي هو مجال البحوث المكثفة لعلماء البيولوجيا الكيميائية. على سبيل المثال، يمكن تزويد الخلايا الحية بالمتغيرات الاصطناعية من السكريات الطبيعية من أجل فحص وظيفة السكريات في الجسم الحي. طورت كارولين بيرتوزي -التي كانت سابقًا في جامعة كاليفورنيا في بيركلي- طريقةً لجزيئات التفاعل المحددة على سطح الخلايا المصنفة بالسكريات الاصطناعية.